# Aerva pechuelii
Aerva pechuelii är en amarantväxtart som beskrevs av Carl Ernst Otto Kuntze. Aerva pechuelii ingår i släktet Aerva och familjen amarantväxter. Inga underarter finns listade i Catalogue of Life.